# オオスキ 現場市場
株式会社オオスキ 現場市場は熊本県熊本市に本社を置く、法人や個人向け工業用品・梱包資材・機械工具など工場用副資材（MRO）の通信販売会社。

## 概要
1951年に大漉栄が大漉商店として熊本県熊本市で個人創業。当時は藁紐（わらひも）の販売を主業務としていた。
その後、社名を有限会社大漉商店と改称して1972年に法人設立。1997年には株式会社大漉商店として改組。創業時の業務形態を元に包装資材会社として60年、熊本市内で企業活動を続ける。
創業60周年となる2010年、事業承継の一環によるM&Aにて福岡県福岡市の総合商社株式会社トキワの関連会社となる。創業者の大漉栄は会長、新たな社長として中山貞憲が就任。それまでの梱包資材関係専門から、工業用品全般を取り扱うようになる。
2017年9月に熊本の営業エリア販売を続ける形でインターネット販売ショップ現場市場（げんばいちば）を新事業としてオープン。社名を「株式会社大漉」から「株式会社オオスキ」に変更。
2018年9月、株式会社オオスキ 現場市場としてインターネット販売会社へ事業転換。1,500万点以上の商品を取り扱い、日本国内だけではなく東南アジア・欧米諸国などの世界各国にも商品を出荷（輸出）している。

## 拠点

### 事業所
- 本社　　　　熊本県熊本市南区南高江3丁目2-21
- 福岡事業所　福岡県福岡市博多区博多駅南4丁目4-30

### 物流施設
- 静岡物流センター　静岡県浜松市東区白鳥町字松下313
- 福岡物流センター　福岡県福岡市東区箱崎ふ頭4-1-18

## 沿革
- 1951年5月　創業者の大漉栄が熊本県熊本市に大漉商店を個人創業
- 1962年　　 包装資材、包装・梱包・関連機器の販売を開始
- 1972年2月　有限会社大漉商店として法人設立。包装梱包ラインシステム・販売も併業
- 1991年　　 菊池郡大津町に配送センターを開設
- 1997年5月　株式会社大漉商店に改組
- 2002年3月　桜町より平成3丁目に移転
- 2010年9月　創業60周年。福岡市の総合商社株式会社トキワの関連会社として工業用品及び、特殊品・加工品・関連機器の販売を開始。創業者の大漉栄が会長、新社長に中山貞憲が就任
- 2012年1月　菊池郡大津町の配送センターを閉鎖。2月に社名を株式会社大漉に改称。所在地を平成3丁目より南区南高江3丁目に新築移転し、高圧ホース アッセンブリーセンターを開設
- 2015年1月　創業者である会長の大漉栄が88歳で永眠
- 2016年3月　福岡市博多区博多駅南4丁目4番30号に福岡事務所を開設。9月にECサイト現場市場をオープン。自社サイト・各モールに出展
- 2017年1月　静岡県浜松市に静岡物流センターを開設。7月に社名を株式会社オオスキに改称。中山貞憲は会長に、中山武俊が社長に就任
- 2018年9月　社名を株式会社オオスキ 現場市場に改称
- 2020年1月　福岡市東区箱崎ふ頭に福岡物流センターを開設